# (21331) Lodovicoferrari
(21331) Lodovicoferrari es un asteroide perteneciente al cinturón de asteroides descubierto por Paul G. Comba el 17 de enero de 1997 desde el Observatorio de Prescott.

## Designación y nombre
Designado provisionalmente como 1997 BO, fue nombrado  por Lodovico Ferrari (1522-1565), ayudante y protegido de Gerolamo Cardano y profesor de matemáticas en Milán, descubrió la solución de la ecuación de cuarto grado.

## Características orbitales
Lodovicoferrari está situado a una distancia media de 2,574 ua, pudiendo alejarse un máximo de 3,158 ua y acercarse un máximo de 1,990 ua. Tiene una excentricidad de 0,227. Emplea 1508,17 días en completar una órbita alrededor del Sol.

## Características físicas
Lodovicoferrari tiene una magnitud absoluta de 15,12. Tiene un diámetro de 2,788 km y su albedo geométrico es de 0,300.